# إدغار موراليس
إدغار موراليس (بالإسبانية: Edgar Morales)‏ هو مجدف مكسيكي، ولد في 8 أغسطس 1949 في مدينة مكسيكو في المكسيك.

## وصلات خارجية
- إدغار موراليس على موقع الاتحاد الدولي للتجديف (الإنجليزية)
- إدغار موراليس على موقع أوليمبيديا (الإنجليزية)